# Rygerfjell
Die Rygerfjell ist eine Doppelendfähre der norwegischen Reederei Rødne Fjord Cruise in Stavanger. Sie verkehrt zwischen Stavanger und Tau.

## Geschichte
Die Fähre wurde 1978 unter der Baunummer 42 auf der Werft Trønderverftet in Hommelvik gebaut und im Juni des Jahres als Høgsfjord an die Reederei Det Stavangerske Dampskibsselskab in Stavanger abgeliefert.
Im Dezember 1991 kam das Schiff zur Rogaland Trafikkselskap in Stavanger. Im November 1992 wurde es in Ternøy umbenannt.
Im Januar 1993 wurde die Fähre an die Reederei Møre og Romsdal Fylkesbåter in Kristiansund verkauft. Neuer Name des Schiffes wurde Halsa. Im Mai 2000 übernahm die aus der Reederei Møre og Romsdal Fylkesbåter hervorgegangene Reederei Fjord1 die Fähre. Im Januar 2014 wurde sie an Rødne Trafikk in Stavanger verkauft und in Rygerfjell umbenannt.
Die Fähre wurde im Laufe der Zeit auf verschiedenen Fährverbindungen in Norwegen eingesetzt.

## Technische Daten
Das Schiff wird von einem Zweitakt-Vierzylinder-Dieselmotor der Wichmann Motorfabrikk in Rubbestadneset angetrieben. Der Motor wirkt auf jeweils einen Propeller an den Enden der Fähre. Für die Stromerzeugung stehen zwei von Volvo-Penta-Dieselmotoren angetriebene Generatoren zur Verfügung.
Die Fähre verfügt über ein durchlaufendes, 47,4 Meter langes Fahrzeugdeck. Das Fahrzeugdeck ist im mittleren Bereich der Fähre mit den Decksaufbauten überbaut. Etwa mittig befindet sich das Steuerhaus der Fähre. Die maximale Achslast auf dem Fahrzeugdeck beträgt 13 t, die Durchfahrtshöhe unter den Decksaufbauten 4,3 m. Der Aufenthaltsraum für die Passagiere befindet sich unter dem Fahrzeugdeck. Weiterhin sind im Rumpf unter anderem acht Kabinen für die Schiffsbesatzung und die Messe untergebracht.
Die Fähre war zunächst für 300 Passagiere zugelassen. Ab April 1990 betrug die Passagierkapazität 245 Personen. 1994 wurde die Kapazität auf 166 Passagiere geändert. Seit 2014 ist die Fähre ist für 96 Passagiere zugelassen. Sie kann 30 Pkw befördern.